# Merengue
Merengue – rodzaj żywej, radosnej muzyki i tańca, który ma swoje korzenie w Dominikanie, na Morzu Karaibskim. W dosłownym tłumaczeniu z języka hiszpańskiego merengue znaczy „beza”. Muzykę wykreował w latach 20. XX wieku Ñico Lora, a wypromował Rafael Leónidas Trujillo, prezydent Dominikany w latach 30. XX wieku, kiedy to merengue stał się narodową muzyką i narodowym tańcem.
Muzyka merengue charakteryzuje się wyraźnym, jednostajnym rytmem; tradycyjnie teksty piosenek były dość wulgarne. W XXI wieku w gatunku Merengue specjalizował się m.in. Papi Sanchez oraz zespół Los Hermanos Rosario.